# Férfi egyéni műkorcsolya az 1972. évi téli olimpiai játékokon
Az 1972. évi téli olimpiai játékokon a műkorcsolya férfi egyéni versenyszámát február 8. és 11. között rendezték. Az aranyérmet a csehszlovák Ondrej Nepela nyerte. A versenyszámban nem vett részt magyar versenyző.

## Eredmények
Kilenc bíró pontozta a versenyzőket. A pontok alapján a bírók mindegyikénél külön-külön kialakult egy sorrend, az egyes szakaszokban (kötelező elemek, kűr) és az összesítésnél is, ez egy helyezési pontszámot is jelentett. Az egyes szakaszok, valamint az összesítés eredménye a következő kritériumok alapján alakult ki:
1. „Többségi helyezések száma”. Az a versenyző végzett előrébb, akit a bírók többsége előrébb rangsorolt. A bírók többsége azt jelentette, hogy a legjobb 5 helyezést adó bíró helyezési pontszámait vették figyelembe, de ha az 5. bíró helyezésével még volt azonos helyezés, akkor az(oka)t is figyelembe vették. Ezt az adatot tartalmazza az oszlop. (Pl. a „6×3+” azt jelenti, hogy a versenyző 6 bírónál az első 3 hely valamelyikén végzett.)
2. „Többségi helyezések összege” (a figyelembe vett bírók helyezési pontszámainak összege)
3. „Helyezések összege” (az összes bíró helyezési pontszámainak összege)
4. „Pont” (az összes bíró által adott összpontszám).
5. A kötelező elemek pontszáma

### Kötelező elemek
A kötelező programot február 8-án és 9-én rendezték. A pontszám az első két figura pontszámának négyszeresének, a 3., 4. figura pontszámának ötszörösének, és az 5., 6. figura pontszámának hatszorosának összege.
| Hely. | Versenyző            | Nemzet                 | Többségi helyezések száma | Többségi helyezések összege | Helyezések összege | Pont   |
| ----- | -------------------- | ---------------------- | ------------------------- | --------------------------- | ------------------ | ------ |
| 1.    | Ondrej Nepela        | Csehszlovákia (TCH)    | 9×1+                      | 9,0                         | 9,0                | 1176,1 |
| 2.    | Patrick Péra         | Franciaország (FRA)    | 7×2+                      | 14,0                        | 20,0               | 1121,6 |
| 3.    | Szergej Csetveruhin  | Szovjetunió (URS)      | 8×3+                      | 22,0                        | 26,0               | 1101,9 |
| 4.    | Jan Hoffmann         | NDK (GDR)              | 5×5+                      | 21,0                        | 55,0               | 1030,1 |
| 5.    | Kenneth Shelley      | Egyesült Államok (USA) | 5×5+                      | 24,0                        | 48,5               | 1030,0 |
| 6.    | John Misha Petkevich | Egyesült Államok (USA) | 5×6+                      | 24,0                        | 54,0               | 1025,5 |
| 7.    | Vlagyimir Kovaljov   | Szovjetunió (URS)      | 6×7+                      | 36,5                        | 61,5               | 1018,6 |
| 8.    | John Curry           | Nagy-Britannia (GBR)   | 5×7+                      | 27,5                        | 62,5               | 1015,2 |
| 9.    | Haig Oundjian        | Nagy-Britannia (GBR)   | 5×8+                      | 36,5                        | 75,5               | 996,8  |
| 10.   | Gordie McKellen, Jr. | Egyesült Államok (USA) | 8×11+                     | 79,0                        | 94,0               | 981,0  |
| 11.   | Didier Gailhaguet    | Franciaország (FRA)    | 5×11+                     | 50,0                        | 102,0              | 969,4  |
| 12.   | Toller Cranston      | Kanada (CAN)           | 7×13+                     | 82,5                        | 110,0              | 961,7  |
| 13.   | Jacques Mrozek       | Franciaország (FRA)    | 5×13+                     | 61,0                        | 122,0              | 950,8  |
| 14.   | Günter Anderl        | Ausztria (AUT)         | 6×14+                     | 81,5                        | 129,0              | 939,6  |
| 15.   | Jurij Ovcsinnyikov   | Szovjetunió (URS)      | 7×15+                     | 96,5                        | 128,5              | 937,0  |
| 16.   | Higucsi Jutaka       | Japán (JPN)            | 5×15+                     | 63,0                        | 127,0              | 938,7  |
| 17.   | Gheorghe Fazekaş     | Románia (ROU)          | 9×17+                     | 152,5                       | 152,5              | 882,0  |

### Kűr
A kűrt február 11-én rendezték. A pontszám a bírók által adott pontok 15-szöröse.
| Hely. | Versenyző            | Nemzet                 | Többségi helyezések száma | Többségi helyezések összege | Helyezések összege | Pont   |
| ----- | -------------------- | ---------------------- | ------------------------- | --------------------------- | ------------------ | ------ |
| 1.    | Szergej Csetveruhin  | Szovjetunió (URS)      | 6×3+                      | 13,0                        | 28,5               | 1570,5 |
| 2.    | John Misha Petkevich | Egyesült Államok (USA) | 5×3+                      | 11,5                        | 28,5               | 1566,0 |
| 3.    | Kenneth Shelley      | Egyesült Államok (USA) | 6×4+                      | 12,5                        | 32,0               | 1566,0 |
| 4.    | Ondrej Nepela        | Csehszlovákia (TCH)    | 6×4+                      | 17,0                        | 31,5               | 1563,0 |
| 5.    | Toller Cranston      | Kanada (CAN)           | 5×4+                      | 12,5                        | 41,0               | 1555,5 |
| 6.    | Jurij Ovcsinnyikov   | Szovjetunió (URS)      | 5×7+                      | 18,5                        | 58,0               | 1540,5 |
| 7.    | Haig Oundjian        | Nagy-Britannia (GBR)   | 6×8+                      | 37,5                        | 63,5               | 1542,0 |
| 8.    | Patrick Péra         | Franciaország (FRA)    | 5×8+                      | 33,0                        | 73,0               | 1531,5 |
| 9.    | Gordie McKellen, Jr. | Egyesült Államok (USA) | 7×9+                      | 55,0                        | 77,0               | 1530,0 |
| 10.   | Jan Hoffmann         | NDK (GDR)              | 6×9+                      | 42,0                        | 73,0               | 1537,5 |
| 11.   | Vlagyimir Kovaljov   | Szovjetunió (URS)      | 5×11+                     | 52,0                        | 100,5              | 1503,0 |
| 12.   | John Curry           | Nagy-Britannia (GBR)   | 6×12+                     | 62,0                        | 102,5              | 1497,0 |
| 13.   | Didier Gailhaguet    | Franciaország (FRA)    | 7×13+                     | 85,5                        | 113,0              | 1471,5 |
| 14.   | Jacques Mrozek       | Franciaország (FRA)    | 8×14+                     | 109,0                       | 124,0              | 1450,5 |
| 15.   | Higucsi Jutaka       | Japán (JPN)            | 9×16+                     | 138,5                       | 138,5              | 1371,0 |
| 16.   | Günter Anderl        | Ausztria (AUT)         | 9×16+                     | 139,5                       | 139,5              | 1374,0 |
| 17.   | Gheorghe Fazekaş     | Románia (ROU)          | 9×17+                     | 153,0                       | 153,0              | 1212,0 |

### Végeredmény
| Helyezés | Versenyző            | Nemzet                 | Helyezési pontszámok bírónként | Helyezési pontszámok bírónként | Helyezési pontszámok bírónként | Helyezési pontszámok bírónként | Helyezési pontszámok bírónként | Helyezési pontszámok bírónként | Helyezési pontszámok bírónként | Helyezési pontszámok bírónként | Helyezési pontszámok bírónként | Több. hely. száma | Több. hely. össz. | Hely. össz. | Pont    |
| Helyezés | Versenyző            | Nemzet                 | 1                              | 2                              | 3                              | 4                              | 5                              | 6                              | 7                              | 8                              | 9                              | Több. hely. száma | Több. hely. össz. | Hely. össz. | Pont    |
| -------- | -------------------- | ---------------------- | ------------------------------ | ------------------------------ | ------------------------------ | ------------------------------ | ------------------------------ | ------------------------------ | ------------------------------ | ------------------------------ | ------------------------------ | ----------------- | ----------------- | ----------- | ------- |
| Arany    | Ondrej Nepela        | Csehszlovákia (TCH)    | 1,0                            | 1,0                            | 1,0                            | 1,0                            | 1,0                            | 1,0                            | 1,0                            | 1,0                            | 1,0                            | 9×1+              | 9                 | 9           | 2739,10 |
| Ezüst    | Szergej Csetveruhin  | Szovjetunió (URS)      | 3,0                            | 2,0                            | 3,0                            | 2,0                            | 2,0                            | 2,0                            | 2,0                            | 2,0                            | 2,0                            | 7×2+              | 14                | 20          | 2672,40 |
| Bronz    | Patrick Péra         | Franciaország (FRA)    | 2,0                            | 3,0                            | 2,0                            | 3,0                            | 3,0                            | 3,0                            | 3,0                            | 6,0                            | 3,0                            | 8×3+              | 22                | 28          | 2653,10 |
| 4.       | Kenneth Shelley      | Egyesült Államok (USA) | 5,0                            | 5,0                            | 4,0                            | 5,0                            | 5,0                            | 5,0                            | 4,0                            | 3,0                            | 7,0                            | 8×5+              | 36                | 43          | 2596,00 |
| 5.       | John Misha Petkevich | Egyesült Államok (USA) | 4,0                            | 6,0                            | 5,0                            | 8,0                            | 6,0                            | 4,0                            | 5,0                            | 4,0                            | 5,0                            | 6×5+              | 27                | 47          | 2591,50 |
| 6.       | Jan Hoffmann         | NDK (GDR)              | 9,0                            | 4,0                            | 8,0                            | 7,0                            | 4,0                            | 6,0                            | 6,0                            | 7,0                            | 4,0                            | 5×6+              | 24                | 55          | 2567,60 |
| 7.       | Haig Oundjian        | Nagy-Britannia (GBR)   | 7,0                            | 7,0                            | 7,0                            | 6,0                            | 7,0                            | 7,0                            | 7,0                            | 9,0                            | 8,0                            | 7×7+              | 48                | 65          | 2538,80 |
| 8.       | Vlagyimir Kovaljov   | Szovjetunió (URS)      | 10,0                           | 11,0                           | 10,0                           | 9,0                            | 10,0                           | 8,0                            | 8,0                            | 8,0                            | 6,0                            | 5×9+              | 39                | 80          | 2521,60 |
| 9.       | Toller Cranston      | Kanada (CAN)           | 8,0                            | 8,0                            | 6,0                            | 10,0                           | 9,0                            | 10,0                           | 10,0                           | 10,0                           | 9,5                            | 9×10+             | 80,5              | 80,5        | 2517,20 |
| 10.      | Gordie McKellen, Jr. | Egyesült Államok (USA) | 12,0                           | 10,0                           | 9,0                            | 11,0                           | 12,0                           | 9,0                            | 9,0                            | 5,0                            | 12,0                           | 5×10+             | 42                | 89          | 2511,00 |
| 11.      | John Curry           | Nagy-Britannia (GBR)   | 6,0                            | 9,0                            | 11,0                           | 4,0                            | 8,0                            | 11,0                           | 13,0                           | 12,0                           | 11,0                           | 7×11+             | 60                | 85          | 2512,20 |
| 12.      | Jurij Ovcsinnyikov   | Szovjetunió (URS)      | 11,0                           | 12,0                           | 12,0                           | 12,0                           | 13,0                           | 12,0                           | 12,0                           | 11,0                           | 9,5                            | 8×12+             | 91,5              | 104,5       | 2477,50 |
| 13.      | Didier Gailhaguet    | Franciaország (FRA)    | 13,0                           | 13,0                           | 14,0                           | 13,0                           | 11,0                           | 13,0                           | 11,0                           | 13,0                           | 13,0                           | 8×13+             | 100               | 114         | 2440,90 |
| 14.      | Jacques Mrozek       | Franciaország (FRA)    | 14,0                           | 14,0                           | 13,0                           | 14,0                           | 14,0                           | 14,0                           | 14,0                           | 15,0                           | 14,0                           | 8×14+             | 111               | 126         | 2401,30 |
| 15.      | Günter Anderl        | Ausztria (AUT)         | 16,0                           | 15,0                           | 16,0                           | 15,0                           | 15,0                           | 15,0                           | 15,0                           | 16,0                           | 15,0                           | 6×15+             | 90                | 138         | 2313,60 |
| 16.      | Higucsi Jutaka       | Japán (JPN)            | 15,0                           | 16,0                           | 15,0                           | 16,0                           | 16,0                           | 16,0                           | 16,0                           | 14,0                           | 16,0                           | 9×16+             | 140               | 140         | 2309,70 |
| 17.      | Gheorghe Fazekaş     | Románia (ROU)          | 17,0                           | 17,0                           | 17,0                           | 17,0                           | 17,0                           | 17,0                           | 17,0                           | 17,0                           | 17,0                           | 9×17+             | 153               | 153         | 2094,00 |